# Chorvátsky Grob
Chorvátsky Grob je obec na Slovensku v okrese Senec v Bratislavském kraji. Žije zde přibližně 6 800 obyvatel. První písemná zmínka o obci pochází z roku 1214, kde byla označována jako Monar. Osídlení oblasti obce se datuje již do mladší doby kamenné.
V obci se nachází římskokatolický kostel Krista Krále z roku 1589 a kaple Nejsvětější Trojice z roku 1880. V místní části Čierna Voda je nový kostel svatého Jana Pavla II.